# Joseph Sonnleithner
Joseph Ferdinand Sonnleithner, född 3 mars 1766, död 25 december 1835 i Wien var librettist, teaterchef och arkivarie. Han var son till Christoph Sonnleithner och bror till Ignaz von Sonnleithner. Joseph Sonnleithner var mellan 1804 och 1814 sekreterare vid hovteatern i Wien och skrev många libretton, bland annat till Beethovens Fidelio, Cherubinis Faniska och Adalbert Gyrowetz Agnes Sorel. Han var en av grundarna till Gesellschaft der Musikfreunde in Wien.